# Semnornis
Famille
Genre
Semnornis est un genre d'oiseaux comprenant deux espèces de cabézons. Ce genre a été déplacé de la famille des Ramphastidae pour être placé dans sa propre famille, celle des Semnornithidae.

## Systématique
Dans sa classification version 2.6 (2010), le COI suit les recommandations de l'American Ornithologists' Union (AOU) et sépare les espèces du genre Semnornis dans la nouvelle famille des Semnornithidae, et les genres Eubucco et Capito forment les Capitonidae. Ses modifications s'appuient sur les travaux et études génétiques de Barker and Lanyon (2000) et de Moyle (2004).

## Liste des espèces
D'après la classification de référence (version 5.1, 2015) du Congrès ornithologique international (ordre phylogénique) :
- Semnornis frantzii (P. L. Sclater, 1864) — Cabézon de Frantzius
- Semnornis ramphastinus (Jardine, 1855) — Cabézon toucan